# Caylor Williams
Caylor Ryan Williams (ur. 7 stycznia 1991) – amerykański zapaśnik w stylu klasycznym. Trzykrotny uczestnik mistrzostw świata. Zajął jedenaste miejsce w 2015. Siódmy na igrzyskach panamerykańskich w 2015. Brązowy medal mistrzostw panamerykańskich w 2013 i 2015 roku. Zawodnik University of North Carolina at Greensboro.